# Sechsbinden-Kaiserfisch
Der Sechsbinden-Kaiserfisch (Pomacanthus sexstriatus, Syn.: Euxiphipops striatus) lebt im zentralen Indopazifik um Malaysia, Indonesien, den Philippinen und Neuguinea. Nördlich reicht sein Verbreitungsgebiet über Taiwan bis zu den Ryūkyū-Inseln, südlich bis zur Küste Westaustraliens, zum Great Barrier Reef, den Salomonen und Neukaledonien. Bei Neuguinea und Australien ist es der häufigste Kaiserfisch. Gewöhnlich leben die Fische paarweise in großen Revieren von etwa 1000 m², bei Green Island im Great Barrier Reef gibt es eine sehr hohe Populationsdichte von 20 Paaren auf 1000 m². Adulte Tier bevorzugen korallenreiche, steile Außenriffhänge, Jungfische leben versteckt in flachen Innenriffen.
Die Fische ernähren sich von Schwämmen und bodenbewohnenden, wirbellosen Tieren sowie gelegentlich von Algen. Sechsbinden-Kaiserfisch hybridisieren mit dem Blaukopf-Kaiserfisch. Ein im Aquarium gehaltener Sechsbinden-Kaiserfisch wurde 25 Jahre alt.

## Merkmale
Sechsbinden-Kaiserfische sind von bräunlicher Farbe, der Kopf ist sehr dunkel, der Körper hell mit sechs dunkelbraunen Querstreifen. Über den Kiemendeckel zieht sich ein weißes Querband. Auf den Flanken sowie auf den unpaarigen Flossen zeigt sich ein Muster blauer Punkte. Sechsbinden-Kaiserfische werden meist 30, höchstens 46 Zentimeter lang.
Flossenformel: Dorsale XIII–XIV/18–23, Anale III/18–19
Die Jungfische tragen, wie viele Kaiserfischjunge, ein Muster von weißen und hellblauen Querstreifen auf dunkelblauem Grund und ähneln denen des Blaukopf-Kaiserfisch. Die weichstrahligen Teile von Rücken- und Afterflosse sind bei jungen Sechsbinden-Kaiserfischen höher. Mit einer Länge von 8 bis 15 Zentimetern erfolgt die Ausbildung der Adultfärbung.